# 龍兄虎弟 (電視節目)
《龍兄虎弟》（The Fantastic Brothers）是台灣電視公司（台視）於1990年代播出的著名綜藝節目，全台收視率高。1993年3月27日開播，2000年4月13日停播，共334集。

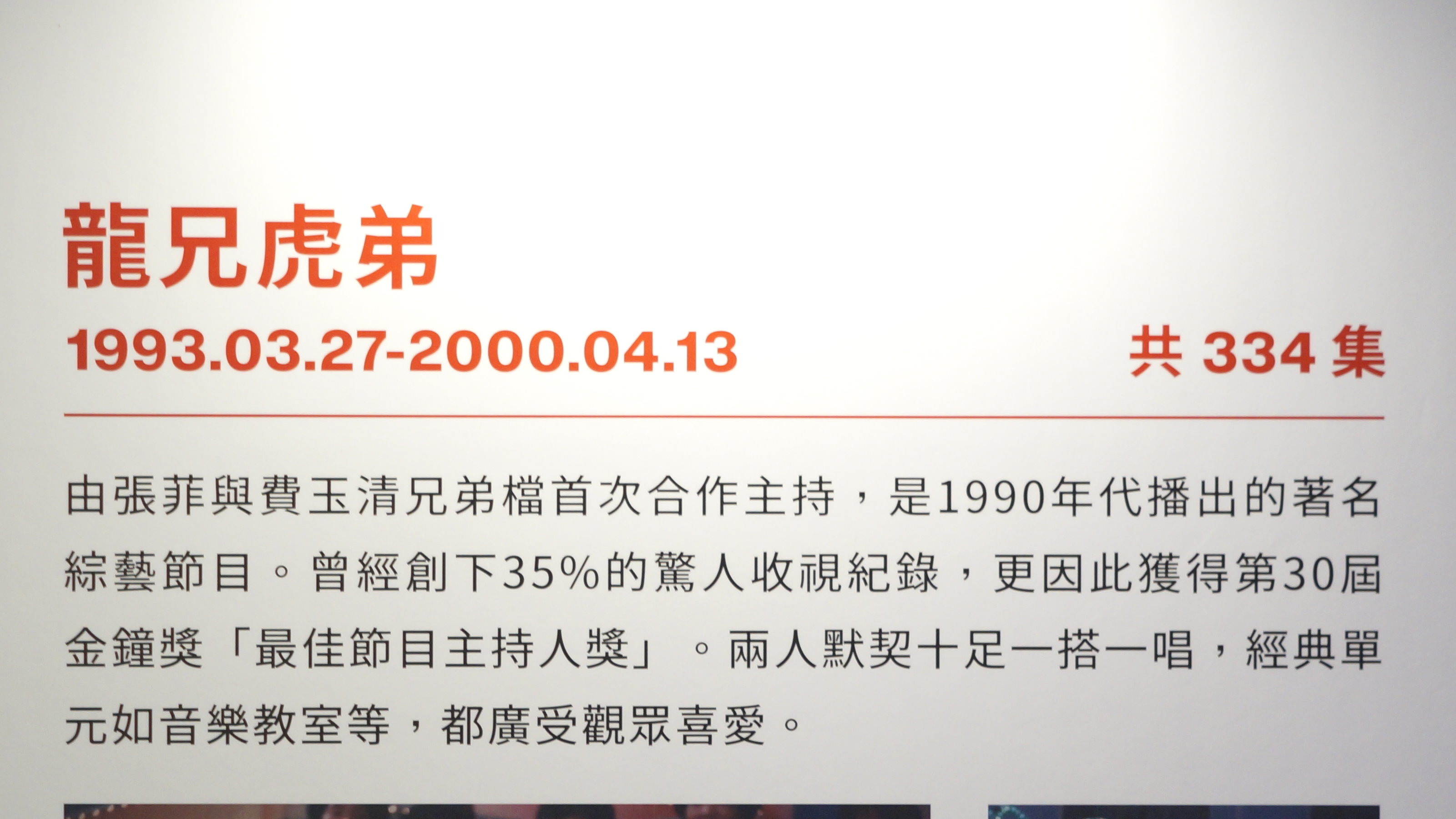
〈龍兄虎弟〉簡介牌

## 提要
1993年2月26日，台視邀請張菲、費玉清主持的綜藝節目定名為《龍兄虎弟》，定於同年4月3日19:30開播，內容以張菲、費玉清拿手的說唱與短劇為主，挑戰張小燕主持的中國電視公司（中視）每周六晚間現場直播綜藝節目《娛樂星聞 小燕有約》；這是張小燕與張菲的節目首度正面對決。1993年3月8日，台視決定，《龍兄虎弟》提前於同年3月27日19:30開播。1993年3月9日，張菲說明《龍兄虎弟》為何會與《娛樂星聞 小燕有約》對打：「這是避不掉的事。因台視開出第一時段是對上華視《鑽石舞台》，而該節目是胡瓜主持，所以閃掉；後來台視又開出第二時段，正好與小燕姊節目對上！」
1993年3月10日，台視企劃組說，《龍兄虎弟》第一集已完成了95分鐘的內容，大東影藝希望再加強設計及讓主持人有充分準備、不要草率開播；企劃組表示尊重大東影藝的看法，但為了顧及台視總經理王家驊「《龍兄虎弟》一定要於1993年3月13日上檔」的意願，已協調導播組待命，隨時準備錄影；企劃組說，《龍兄虎弟》開播後，原周六22:00播出的《玫瑰之夜》提前為21:30開播以與中視綜藝節目《香蕉新樂園》對打，原時段的三個台視影集《我的這一班》、《忍者一條龍》、《轟雷龍虎鳳》將被暫停播出或更改播出時段。
1993年3月22日，《龍兄虎弟》開錄，台視節目部經理熊廷武親自在《龍兄虎弟》攝影棚督導；同日，熊廷武說，他與張小燕溝通過，台視《龍兄虎弟》絕非刻意打她的節目，而是因為將重點節目擺在星期六或星期日的黃金時段播出是必然的選擇。1988年，在星期六或星期日的黃金時段，台視分別推出曹景德製作的《綜藝大都會》與鳳飛飛主持的《我愛彩虹》，卻雙雙落敗；台視此時段綜藝節目從此長期陷入一蹶不振，《龍兄虎弟》被台視視為再起的契機。
1993年3月27日19:30，《龍兄虎弟》開播，是張菲與費玉清首次合作主持綜藝節目。
2018年2月1日，YouTube台視官方頻道開始發布《龍兄虎弟》完整版。

## 歷屆製作人、主持人
- 1993年3月27日至1998年3月21日，每周六19:30~21:40播出(1993年4月17日之後，開播前三集播出時間為19:30-21:30)。開播時由彭達、賴勛彪製作，張菲、費玉清主持。
- 1998年3月，因張菲、費玉清跳槽華視《龍虎綜藝王》，改由徐乃麟、黃安主持，本節目也改由張富、張志鵬、吳建宏製作。1999年8月12日起將首播時段由原先的星期六晚間19:30播出(至1999年7月31日為止)移至星期四八點檔連續劇播畢後，集數約為第260集之後[8]，至2000年4月13日停播為止。(2000年4月20日至2000年6月29日每週四晚間時段所播映之《龍兄虎弟》為張菲、費玉清主持期間精彩內容的濃縮版，2000年11月1日至2000年11月22日每週三晚間時段再以該節目墊檔四集)

## 單元

### 張菲、費玉清時期
此時期的《龍兄虎弟》大部分的單元均由楊水金率領台視大樂團擔任伴奏，少數單元則由孔鏘擔任伴奏；但到了此時期後期，後者有變多的趨勢，甚至到最後數個月時幾乎完全取代。
開場歌曲（本單元無官方名稱）
張菲或男性特別來賓任一人宣布「歡迎收看《龍兄虎弟》」過後，台視大樂團即演奏開場音樂(約20秒)，接著由費玉清率先出場演唱，在之後則由張菲、費玉清共同演唱第二首歌。演唱過後，節目正式開始。
第一代開場音樂於第一集開場時，與常態版編曲稍有不同。之後曾於1996年9月-1997年年中間數度改版(該時期的開場音樂長度約於5秒左右)。
開播一季之後(1993年6月26日至1993年10月間)，演奏完開場音樂之後，先由費玉清演唱一首歌曲。歌曲完畢後，由費玉清做簡單的引言後，以「流行45轉」的打歌方式，一一介紹當日特別來賓出場(另一主持人張菲則安插在流行45轉中段出場)。
於1993年11月13日起至「紅白大對抗」單元停播前，出場方式稍做改變，與上期之敘述相同，張菲(最後才會出現)出場時台視大樂團會演奏專用的出場曲，演奏完畢後節目正式開始。
該階段中期(1994年4月中旬至1996年8月中、1996年10月下旬至1997年年中左右)，兩主持人同時出場演唱開場歌的情形較多，較前期版本會有特別來賓一起為該節目開場，並進行主題式談話。
該階段後期(1996年8月中旬至1996年10月下旬前、1997年年中至1997年10月底)，通常是兩主持人同時出場演唱開場歌曲，但也有費玉清獨自開場的特例，後期僅播映開場歌曲，且該單元的長度時長時短。
通常開場歌曲的安排，節奏較為輕快，藉以帶動節目的氣氛。
該單元自節目裁撤台視大樂團之後取消，僅播出當日節目預告。
流行45轉（本單元無官方名稱）
在該階段前期開放當期歌手打歌的單元，由台視大樂團伴奏。出場歌手演唱一段歌曲（常為歌曲副歌）過後，即由下一位歌手接續，直至歌手全部出場完畢為止。
中期過後，逐漸轉為由出場歌手共同演唱開場曲。
1996年中起，為精簡節目開場流程，遂取消此單元。
開場舞蹈（本單元無官方名稱）
該單元為1993年4月24日播出之節目新增之橋段，1993年6月26日起即調整到節目結束前。在開場即將結束、進第一段廣告之前，當時在《早安您好台視新聞》示範有氧舞蹈的舞蹈老師易天華帶領兩位女舞者從觀眾席附近通道上台，在舞台一角帶領張菲、費玉清、舞群、全部來賓與觀眾跳舞活動筋骨，搭配台視大樂團的2/4拍、共4個8拍的伴奏。
舞蹈完畢，張菲與費玉清請觀眾在第一段廣告之後繼續收看《龍兄虎弟》，台視大樂團演奏收尾音樂，結束第一段。（1993年時為四音符降B調音樂，1994年年初起改為七音符C調音樂；1996年11月後因一首舞曲〈Macarena〉成為當時大街小巷耳熟能詳的舞曲，故自此時起即開始用〈Macarena〉的尾奏做為該段落收尾音樂）
短劇（本單元無官方名稱）
各集短劇情節各不相同、各不連貫。孔鏘在成名以前，曾以本名「莊永軒」參演其中一集短劇，該集其他演員有張菲、費玉清、董至成等。
〈趣味才藝大考驗〉（又名〈紅白大對抗〉）
開場：此單元播映期間的開場與其他時期不同：演奏完開場音樂後，會先由費玉清演唱一首歌。歌曲完畢後，由費玉清做簡單的引言，並一一介紹當日特別來賓，採逐對出場的方式(襯底音樂為兒歌〈真善美〉，僅於特殊慶祝節日時才會有更動)。待所有來賓出場完畢後，由費玉清引薦張菲出場。於張菲出場時，台視大樂團會演奏專用的出場音樂，以呈現其氣勢。
單元內容：全體來賓分為紅白二隊參加的才藝對抗賽，由台視大樂團擔任伴奏。由兩隊陣容中最年長(或輩份較高)的藝人分別擔任紅隊、白隊隊長，三人擔任評審（通常是演藝圈、傳播界較具威望的人士）。每集的賽程分為五個「大考驗」，各集的五個「大考驗」不盡相同。每個「大考驗」由兩隊各推一人參賽。一個「大考驗」結束後，該集三位評審同時各舉紅色或白色圓牌表示自己投票給哪一隊，得票數過半者即在此「大考驗」獲得一分。得分最多者即是當日的優勝，優勝隊可以獲得參加〈一心兩用〉單元的機會(後期為優勝隊來賓以流行45轉的方式進行打歌)。
〈名人名曲模仿大賽〉
節目開播初期推出的「模仿秀」單元，由台視大樂團擔任伴奏。張菲要求費玉清模仿三位以上的歌手，由費玉清模仿這些歌手唱歌時的神韻、肢體動作（當然會有些誇大，以求「笑」果）。單元後期，每週邀請一位藝人或團體擔任來賓，來賓也是費玉清模仿的對象之一。
該單元約推出半年後停播。但費玉清的模仿才能，往後仍偶而會在其他的單元上展現。
〈台灣歌謠時間〉（又名〈閩南語歌謠時間〉）
歌唱單元，由台視大樂團擔任伴奏。每次邀請一位歌手，與費玉清輪流唱或合唱符合指定主題的閩南語歌曲，例如與夏天有關的閩南語歌曲。
〈菲哥call in台〉
邀請特別來賓上節目，探討社會上所有角落發生的事情（例如賭博是否應開放合法），然後以call in方式讓現場觀眾發表意見。
〈一心兩用〉
遊戲單元，由台視大樂團擔任伴奏。單元開場由台視大樂團演奏2/4拍、共6個8拍的單元主題曲（開始時有1個8拍預備拍），主持人、台上來賓與舞群則演出一心兩用的手部舞蹈。遊戲規則方面，特別來賓需於30秒內邊唱歌（不一定是當期歌手的主打歌，但通常狀況是）邊做被指定之任務（例：摸恐怖箱…等），但在進行指定任務時，演唱的是歌曲的主歌，任務完成即算過關，過關的來賓可享有打歌（演唱歌曲的副歌）的權利，任務失敗則無法進行接續打歌。
後期玩法稍有變化，以12格電子轉盤決定任務內容；另外，若第一項任務沒有完成，則會繼續按鈕進行第二項。第二項進行時，台視大樂團會演奏該單元主題曲，任務成功者仍可獲得打歌機會。
〈偶像時間〉
邀請偶像藝人來宣傳自己的新作品，與其愛好者見面並接受張菲訪問。每集工作人員會準備一張畫了8至10位名人頭部正面畫像的紙，張菲問來賓8至10個問題，來賓選擇自己認為符合問題中敘述的某種印象的人；來賓選定之後，張菲撕下畫像臉部的紙，露出被選者的臉部照片，直到全部畫像臉部的紙撕完。張菲、費玉清與楊水金的照片都曾混入其中。
〈老張擔擔麵〉、〈老張黑白切〉
皆是「歌中劇」單元，類似中視綜藝節目《歡樂一百點》的招牌單元〈志明與春嬌〉。每次邀請一位歌手，與張菲、費玉清共同演短劇。張菲扮演「擔擔麵」或「黑白切」路邊攤的老闆「老張」。兩者唯一的差別是路邊攤賣的小吃不同。
在〈老張黑白切〉第一集中，費玉清問賣黑白切的老張，原本那位賣擔擔麵的老張哪裡去了？賣黑白切的老張回答，賣擔擔麵的老張「死了」！實則兩位老張是同一人，這句「死了」只是刻意製造笑料而已。
該單元前期伴奏為台視大樂團，後期改為孔鏘擔任伴奏。
〈明星診療室〉
短劇單元，由張菲、費玉清飾演醫生，每次邀請一位藝人飾演來診療的病人，與張菲、費玉清共同演出短劇。
首播MTV（本單元無官方名稱）
播放藝人MTV的單元，張菲或費玉清會介紹藝人的名稱及其專輯的主打歌（剛出唱片的藝人才可上此單元）。藝人先介紹這次MTV走什麼風格，再說MTV歌曲的名稱，接著就播放MTV。MTV播放完後，可能會再播放第二波主打歌或直接進廣告。
〈音樂教室〉第一代版本
短劇單元，由孔鏘擔任伴奏（但該單元尚無正式名稱的一小段期間，為台視大樂團伴奏）。佈景是一間教室，講台擺一張標示「張水扁音樂教室」的白板。張菲扮演班主任「張水扁」（改自當時台北市長陳水扁）。費玉清扮演學生「張志衛」（費玉清的綽號之一），其餘受訪藝人扮演其餘學生，坐於台下隨機接受張菲訪問。張菲所使用的道具是指揮棒與電鈴。
本單元一開始，張菲開門進場，費玉清帶領全體學生向張菲鞠躬敬禮，張菲鞠躬回禮。孔鏘於鞠躬時彈奏開場音樂。此時期的開場音樂沒有固定，有葬禮用的音樂，也有當時中國廣播公司整點報時音樂〈梆笛協奏曲〉。
本單元進行中，張菲要求全體學生一個一個上台唱歌。台上學生唱完，張菲按電鈴一聲，觀眾隨之鼓掌；若台上學生歌喉太差，張菲會在唱歌中按電鈴一聲，台上學生停止唱歌。
本單元結束時，張菲要求全體學生一個一個上台吹口哨。張菲與全體學生合唱〈我愛吹口哨〉前三句歌詞「我愛吹口哨，騎著單車快跑，多麼輕快美妙」，台上學生吹〈我愛吹口哨〉第四句歌詞的口哨「Do-Re-Fa-So-La-Si-Do-So-Do」。費玉清固定最後一個上台吹口哨。本單元在費玉清吹完口哨後結束，沒有下課儀式。
〈音樂教室〉第二代版本
才藝表演單元，由孔鏘擔任伴奏。佈景同樣是一間教室，張菲扮演班主任，費玉清及其餘受訪藝人扮演學生坐於台下隨機接受張菲訪問，所有角色均無設定角色名稱。受訪的藝人要在錄影之前練好一段才藝（製作單位會預先通知，例如變魔術之類），給張菲「驗收才藝」。張菲所使用的道具，除了指揮棒以外，最重要的是空氣喇叭。
本單元一開始，孔鏘彈奏2/4拍、共2個8拍的前奏，張菲尚未進場，台下學生正在聊天。前奏結束後，孔鏘暫停彈奏，手持指揮棒與空氣喇叭的張菲開門進場。張菲開門進場時，費玉清喊：「班主任來了！起立！」台下學生全部起立，費玉清以2/2拍喊：「啊one、two、three、four！」孔鏘彈奏2/2拍、共1個8拍的開場音樂「So-Fa-So-La-So，So-Fa-So-La-So，So-So-So-La-Si-Do」，包括張菲在內的全部藝人做固定的一連串動作，最後全部藝人右手往上舉。張菲向台下學生問好，然後面向觀眾席，以「一問一答」方式問來參觀該集錄影的團體名稱；張菲大聲問，觀眾大聲答；有的團體還會齊呼自創口號。接著，依然面向觀眾席的張菲說要親自帶領觀眾暖身，以2/4拍喊：「啊one、two、three、four！」孔鏘彈奏一段以薩克斯風為主音的2/4拍、共2個8拍的音樂，面向觀眾席的張菲揮舞指揮棒；孔鏘在第2個8拍的前5拍彈奏五個定音鼓鼓音之後，張菲的指揮棒直指觀眾席，觀眾齊喊「啊——嗚！」象徵「上課」。
本單元進行中，每訪問一位歌手，張菲會讓受訪者打歌，方式是唱其一首新歌的副歌。受訪者唱歌時，畫面下方會顯示卡拉OK伴唱字幕顯示歌詞，畫面左上角或右上角顯示張菲大頭照與「卡拉大家唱」字樣。與卡拉OK相同，伴唱字幕也是以變色來提示節拍，但是變色的進度常常比實際節拍稍慢。受訪者唱完，張菲按空氣喇叭一聲，觀眾隨之鼓掌；若受訪者歌喉太差，張菲會在唱歌中按空氣喇叭一聲，受訪者停止唱歌。
本單元結束時，張菲喊：「同學們，下課啦！」台下學生全部起立。張菲再喊：「啊one、two、three、four！」孔鏘再次彈奏開場音樂，全部藝人重複開場時的一連串動作，最後全部藝人右手往上舉，張菲按空氣喇叭一聲象徵「下課」。
本單元的名稱可能是沿用自鳳飛飛在中視《飛上彩虹》中的同名單元，以及張菲、倪敏然在中視《黃金拍檔》中的同名單元，但內容已大不相同。《龍虎綜藝王》也有同名單元。
〈世紀模仿秀〉
「模仿秀」單元，由孔鏘擔任伴奏。每週邀請五位觀眾各自模仿一位藝人表演，最後從中選出一位「週冠軍」；再由一個月內各週選出的數位「週冠軍」之中，選出該月的「月冠軍」。口號是：「（張菲）〈世紀模仿秀〉，等著你來秀！」每週各邀請三位藝人擔任評審，分別負責評定參賽者三個方面的分數。每週的「週冠軍」可以獲得「週冠軍」獎座一個與新台幣一萬元，每週的第二名可以獲得新台幣六千元，每週的第三名可以獲得新台幣六千元。
〈明星專門電〉
每週邀請數位藝人來玩的遊戲，由孔鏘擔任伴奏。張菲第一次吹哨子之後，孔鏘彈奏邦哥鼓鼓聲，藝人們在一群金屬長椅的周圍以圓形逆時針路徑快走。張菲第二次吹哨子之後，鼓聲停止，藝人們必須立刻找一張長椅坐下，其中必定有一位藝人會坐在一張有接直流電的金屬長椅上。有接直流電的金屬長椅，稱為「電椅」。張菲會問坐在電椅上的藝人一個選擇題，每題有四個選項；若是答對了，電椅就不會通電，張菲吹哨子一聲，遊戲繼續；若是答錯了，電椅就會通電，電力足以讓坐在電椅上的人痛得跳起來。為了安全起見，錄影時必定有一位醫師全程待命。優勝者可以獲得新台幣一萬元。
〈天才龍虎通〉
此時期後段開闢的單元，每週邀請數位藝人，以《龍兄虎弟》的經典片段為題目進行猜謎遊戲，由孔鏘擔任伴奏。優勝者可以獲得新台幣兩萬元與「天才龍虎通」獎盃一個。
〈偶像大對抗〉
張菲主持，孔鏘擔任伴奏。每集邀請2個偶像團體接受張菲訪問、較量才藝與玩機智問答，也會播放他們在台視節目中演出的畫面。
〈龍門宴〉
命理單元，孔鏘擔任伴奏。每集邀請來賓1人與命理師5人，五位命理師給來賓測命理。
〈葉璦菱情歌大賽〉
特別企劃，開放觀眾一男一女報名參加的情歌對唱比賽，初賽與複賽唱自選曲，決賽唱葉璦菱的情歌。複賽與決賽在攝影棚內舉辦，台視大樂團現場伴奏，葉璦菱、陳鴻（當時台北電台主持人）、小軒、葉佳修共同擔任複賽評審。
賴勛彪、蔡閨結婚典禮（本單元無官方名稱）
特別企劃，1994年4月16日播出，播出賴勛彪與蔡閨的結婚典禮。
打歌時間（本單元無官方名稱）
開放歌手在錄影現場打歌，每段以一人唱一首歌曲為原則，每段夾在兩段廣告之間，播出長度約2至3分鐘。每集播二至三段不等，通常都被擺在每集收播前夕播出。部分歌曲有台視大樂團現場伴奏。通常情況下，歌曲是無現場伴奏的假唱，音樂即為原版歌曲。該單元在此時期結束前數個月即取消。
收播舞蹈（本單元無官方名稱）
在更換第二版佈景時期數週後（約於1993年年中）首次出現，於1995年7月之大規模改版後取消此單元。此時期每一集的最後一段，在費玉清發言感謝全部觀眾之後與張菲發言感謝「帥哥美女豪華舞群」之前，易天華帶領兩位女舞者從觀眾席附近通道上台（此時擊樂手會打定音鼓），在舞台一角帶領張菲、費玉清、全部來賓與觀眾跳舞活動筋骨，搭配台視大樂團的2/4拍、共4個8拍的伴奏（與第一版佈景時期的開場舞蹈相同）。跳到最後1個8拍，易天華依節拍喊：「《龍兄虎弟》，好——耶！」
收播（本單元無官方名稱）
在每一集的最後一段，張菲、費玉清與該集開場全部來賓集合，站在舞台上。張菲感謝全部來賓來參加錄影，費玉清感謝全部觀眾的收看或參觀錄影。然後張菲感謝董成瑩率領的「帥哥美女豪華舞群」，費玉清感謝楊水金率領的台視大樂團。張菲說：「下個禮拜六同一時間，請繼續收看——」張菲與費玉清說：「《龍兄虎弟》！」最後，張菲、費玉清與全部來賓一同向觀眾揮手道別，畫面下半部以定格字幕顯示觀眾團體報名參觀錄影的電話號碼。在以上片段播完之後，通常是播音樂錄影帶來進行打歌（非棚內錄製的打歌模式）；於播送音樂錄影帶的同時，螢幕下半部以由右至左的橫向跑馬燈字幕顯示該集之工作人員名單及感謝單位名單，最後以定格字幕請觀眾在下週六繼續收看《龍兄虎弟》，直至節目全部播映完畢。
在背景音樂方面，前6集（1993年5月1日前播出）的演奏音樂在主持人唸完感謝的對象時，台視大樂團才會演奏，但是感謝舞群時跟感謝台視大樂團時所演奏的音樂不同。1993年5月8日起（即第7集開始）播出的節目開始啟用以〈晚安曲〉的間奏與尾奏重新編曲而成的2/4拍音樂作為收尾，從張菲發言感謝「帥哥美女豪華舞群」開始，到張菲、費玉清與全部來賓一同向觀眾揮手道別為止。此外，台視重播時會選在攝影機正在拍攝台視大樂團時立即切換下一個節目，因為重播時段通常不會與首播時段一致。

### 徐乃麟、黃安時期
此時台視大樂團已退出《龍兄虎弟》，孔鏘與張菲、費玉清跳槽華視《龍虎綜藝王》，故《龍兄虎弟》改為外聘另一個樂團（名稱不詳）擔任伴奏。
〈超世紀模仿秀〉
同〈世紀模仿秀〉。
〈明星專門電〉
同張菲、費玉清時期，每週邀請數位藝人來玩的遊戲。徐乃麟第一次吹哨子之後，電子琴手彈奏邦哥鼓鼓聲，藝人們在一群金屬長椅的周圍以圓形逆時針路徑快走。徐乃麟第二次吹哨子之後，鼓聲停止，藝人們必須立刻找一張長椅坐下，其中必定有一位藝人會坐在「電椅」（有接直流電的金屬長椅）上。然後徐乃麟會問坐在電椅上的那位藝人一個選擇題，每題有四個選項；若是答對了，電椅就不會通電，徐乃麟吹哨子一聲，意即遊戲繼續；若是答錯了，電椅就會通電，電力足以讓坐在電椅上的人痛得跳起來。為了安全起見，錄影時必定有一位醫師全程待命。優勝者可以獲得新台幣一萬元。
〈台灣大帥哥〉
只要長得帥氣、陽光、健美的男性觀眾，向製作單位報名，就有機會上節目展現自我，像是才藝表演、展現肌肉。言承旭踏入演藝圈以前，曾經以本名廖洋震報名此單元。

## 事件
費玉清模仿秀雙胞案
1993年4月8日，《歡樂一百點》將費玉清過去曾在該節目中表演過的全部「模仿秀」重新剪輯後播出，理由是《歡樂一百點》知悉《龍兄虎弟》仍會繼續以費玉清的「模仿秀」為主；演藝圈內人士表示，「費玉清能模仿的藝人差不多只有那幾個人」，而費玉清模仿這些藝人的內容也差不多都在《歡樂一百點》裡出現過。
「收視率第一」之爭
1993年4月14日下午，大東影藝公布其委託蓋洛普市場調查公司（Gallup Market Research Corp., Taiwan）進行的第一次老三台收視率調查結果；蓋洛普表示，上周六19:30～21:30的大台北地區收視調查共採2187個有效樣本，第一階段的家庭收視率為台視《龍兄虎弟》33％、中視《娛樂星聞 小燕有約》25.2％、華視影集《我們這一家》16％，與另外幾家調查公司提出的數據有顯著差距。
1994年，與《龍兄虎弟》同時段的中視綜藝節目《娛樂星聞 歡樂有約》前兩集中，主持人曹啟泰與陳美鳳均宣布，依據潤利事業有限公司（Rainmaker）與紅木市場研究顧問公司（Red Wood Research Service Co.）的收視率調查報告，該節目收視率第一；另一家收視率調查公司「伸燕」則調查《龍兄虎弟》領先《娛樂星聞 歡樂有約》11.5%。1994年4月16日晚間，大東影藝委託蓋洛普調查收視率，結果發現《龍兄虎弟》平均收視率領先《娛樂星聞 歡樂有約》4.6%。《龍兄虎弟》製作人彭達批評：「國內收視率制度受『人為因素』操縱嚴重，方法不客觀，制度不公正，導致製作費無法真正花在節目上，圖利了『他人』。而『人為』操作的不實收視率，又造成廣告廠商錯誤的投資，影響甚巨。我希望公平會能出面調查此事，讓觀眾、製作單位、電視台、廣告廠商有真正的收視率依據。」1994年4月17日，《娛樂星聞 歡樂有約》製作人黃義雄表示，他不能相信蓋洛普的這項調查結果，除非《龍兄虎弟》連續領先20次。
被評定「不宜兒童收看」
1995年3月16日，電視文化研究委員會（簡稱「電研會」，即今「媒體識讀教育基金會」前身）發布該會自該年1月以來追蹤監看《龍兄虎弟》所觀察到的該節目「不宜兒童收看」的具體內容，包括「有色情意味的雙關隱喻」、「脫口而出的粗俗語言」、「含有隱喻的不雅動作」、「節目內容違背社會倫常」等。
然而當時電研會這份報告即引起相當爭議，因該會立場過度保守：例如亦將《亂馬½》、《蠟筆小新》、《灌籃高手》、《幽遊白書》、《新世紀福音戰士》、《七龍珠》等同時列為不適合兒童與青少年收看，《愛天使傳說》也被批評。傻呼嚕同盟成員AIplus諷刺，電研會「將不適合兒童觀賞的卡通等同於壞的卡通」；傻呼嚕同盟成員Jo-Jo則諷刺，包括電研會在內的媒體監督團體「往往僅憑一、兩集觀賞動畫卡通的觀感，就對大眾媒體發表公開評論」，而電研會「僅以兒童角度來限制多數觀眾的權益」。
《龍兄虎弟》應法務部邀請舉辦「青春、陽光、歡笑」反青少年犯罪晚會，把整個佈景搬到國際會議廳舞台上。張菲與費玉清在開場的對話中，在台下的法務部部長馬英九與行政院新聞局局長胡志強面前，自我解嘲《龍兄虎弟》因電研會這份報告而遭行政院新聞局關切節目內容。
「世紀模仿秀」雙胞案
《龍兄虎弟》推出〈世紀模仿秀〉單元並廣受好評之後，張菲、費玉清跳槽主持《龍虎綜藝王》，《龍虎綜藝王》推出〈模仿綜藝王〉單元並自我標榜「要看模仿秀就要看正宗的模仿秀」，徐乃麟、黃安接手主持的《龍兄虎弟》也推出〈超世紀模仿秀〉單元以反制〈模仿綜藝王〉，造成「世紀模仿秀」鬧雙胞、互爭正統。
台視證實不會逐集重播《龍兄虎弟》
2007年2月28日，針對台視國際台觀眾請求逐集重播《龍兄虎弟》，台視國際台部落格版主表示：「綜藝節目重播，其各集內容不具連貫性；因此，像戲劇節目播出一樣一集不漏，其實不具意義。雖然知道各位是基於對節目的喜愛，然而電視台重播有播出的考量，有時基於節目長度一致（配合特定時段編排）、基於某一集明顯節令不合、某一集畫質有明顯瑕疵……等因素，是一定會跳過不播。因此，各位希望一集不漏、全程照播，其實並不可能。另外，如果各位觀察歷年來重播的綜藝節目，應該就會知道：沒有一個長達數百集的節目，會從頭至尾全部安排重播一次；一定是因應階段性任務，重播至某一個階段就告結束。以主頻道的單元戲劇重播來說，像《玫瑰瞳鈴眼》之類，難道都是依照集數順序重播嗎？應該都不是。所以，請觀眾對於集數與日期，不應太過在意。」

## 重播時間
2006年年中，台視家庭台每週六11：00～13：00首播，不重播。
2006年10月2日起，台視國際台（台灣版）每週一至五7：00～9：00首播第1集至第100集，台視國際台（海外版）每週一至五22：00～24：00首播第1集至第100集。
2007年3月1日至2007年12月30日止，台視國際台（台灣版）每週一至五21：00～23：00首播第103集以後的集數(至張菲與費玉清主持的最末集為止)，隔日8：30～10：30、13：30～15：30重播。2007年12月31日起，台視健康娛樂台每週一至五早上8：30～10：30從第1集開始首播，不重播。
2010年9月1日至2011年12月16日，台視健康娛樂台每日早上9：30～11：30從第1集開始重播；至張菲與費玉清主持的最末集後，再次回到第1集循環重播。（2011年2月1日至2011年12月16日調整為每週一至週五上午09:00-11:00重播）
2013年4月1日起，台視綜合台每週一至五20：00～22：00從第1集開始首播(遇到節日或非時宜之相關內容的集數則跳過不播，但少數先前重播時略過的集數例外)，若遇到節慶相關之集數則由第一集(依此類推)開始墊檔播出，至張菲與費玉清主持的最末集後再從頭重播。此次之後因節目已多次重播與周子瑜國旗事件等影響，於2016年年初起不再重播。

## 相關
- 玫瑰之夜 - 台視另一綜藝節目，播出時間22:00~00:00（於龍兄虎弟之後），當時許多觀眾接連觀賞兩節目。